# Laissez-faire
Laissez-faire é expressão escrita em francês que simboliza o liberalismo econômico, na versão mais pura de capitalismo de que o mercado deve funcionar livremente, sem interferência, taxas nem subsídios, apenas com regulamentos suficientes para proteger os direitos de propriedade. Esta filosofia tem início nos Estados Unidos e nos países da Europa durante o final do século XIX até o início do século XX.

## Etimologia
É parte da expressão em língua francesa laissez faire, laissez aller, laissez passer, que significa literalmente "deixai fazer, deixai ir, deixai passar". A sua origem é incertamente atribuída ao comerciante Legendre, que a teria pronunciado numa reunião com Colbert, no final do século XVII (Que faut-il faire pour vous aider? perguntou Colbert. Nous laisser faire, teria respondido Legendre). Mas não resta dúvida que o primeiro autor a usar a frase laissez-faire, numa associação clara com sua doutrina, foi o Marquês de Argenson por volta de 1751.

## Fundamentos
Por ser um sistema de pensamento, o laissez-faire baseia-se nos seguintes ensinamentos:
1. O indivíduo é a unidade básica da sociedade;
2. O indivíduo tem o direito natural de liberdade;
3. A ordem física da natureza é um sistema harmonioso e autorregulado;
4. Corporações são criaturas do Estado, e portanto devem ser vigiadas cautelosamente pelos cidadãos devido à tendência de romperem a ordem espontânea de Adam Smith.[3]

Esses ensinamentos constituem os elementos básicos do pensamento laissez-faire, embora outro básico elemento, muitas vezes desconsiderado, é que mercados devem ser competitivos, uma regra que os primeiros defensores sempre enfatizaram. Para garantir a liberdade e a autorregulação dos mercados, eles propuseram o “imposto único”, um imposto territorial que substituísse todos os outros impostos prejudicadores do bem-estar penalizando a produção.

## História do debate

### China
Durante as dinastias Han, Tang, Sung e Ming, funcionários eruditas chineses muitas vezes entravam em debate sobre a interferência que o governo deveria ter na economia, como monopólios em indústrias lucrativas e controle de preços. Tais debates sempre traziam à tona facções confucionistas, opositoras ao governo grande (controlador), e facções “reformistas”, apoiadoras ao governo grande. Durante as dinastias Han e Tang, eram instituídos pelos imperadores durante tempos de guerra monopólios estatais e abolidos no final das crises fiscais. Por fim, nas dinastias posteriores Sung e Ming, os monopólios estatais foram abolidos em todas as indústrias, e nunca mais reinstalados até o fim dessas dinastias pelo fato de seguirem políticas laissez-faire. Durante a dinastia Qing, monopólios estatais foram reinstalados e o governo começou a interferir brutalmente na economia; para muitos estudiosos, isso impediu que o capitalismo se desenvolvesse na China.

### Europa
Na Europa, o movimento laissez-faire foi amplamente promovido por fisiocratas, originalmente pelo rico negociante Vincent de Gournay. Gournay adotou o conceito de acordo com a filosofia wu wei, das escritas chinesas de François Quesnay. Gournay defendia que o governo deveria permitir que o direito natural governasse a atividade econômica, com o Estado apenas intervindo na proteção da vida, liberdade e prosperidade. Suas ideias foram adotadas por Quesnay e Anne Robert Jacques Turgot. Quesnay tinha confiança do rei francês Luís XV, persuadindo-o em 1754 para experimentar o laissez-faire. Em 17 de setembro do mesmo, o rei aboliu todos os pedágios e restrições à venda e transporte de grãos, e por mais de uma década, o experimento foi um sucesso. Porém, em 1768, houve uma queda na colheita, e o custo do pão aumentou tanto que acarretou numa fome generalizada, ao passo que comerciantes estavam exportando grãos para obter maior lucro. Em 1770, o decreto sobre o livre-comércio foi revogado.
A doutrina laissez-faire tornou-se parte integral do liberalismo europeu do séc. XIX.